# Alergia na nikiel
Alergia na nikiel (popularnie stosowane synonimy: uczulenie na nikiel, nadwrażliwość na nikiel) – forma kontaktowego zapalenia skóry (ang. contact dermatitis, contact eczema) wywołanego ekspozycją na nikiel.

## Fizjologia
Objawy alergii na nikiel występują w wyniku odpowiedzi skóry na kontakt z przedmiotami uwalniającymi ze swojej powierzchni związki niklu. Reakcja skórna może występować zarówno w miejscu kontaktu z alergenem, jak również na reszcie ciała. Jony niklu (uwolnione z powierzchni przedmiotu) zdolne do penetrowania skóry są pochłaniane przez komórki dendrytyczne a następnie podawane do komórek T układu immunologicznego. Wraz ze wzrostem ekspozycji na nikiel, komórki T są stymulowane i duplikują się (klonują). Przy wystarczającej ekspozycji na nikiel, gromadzące się klony komórek T osiągają tzw. „próg” co powoduje występowanie objawów (obraz kliniczny alergii). Wysypka może występować jako ostre, podostre lub przewlekłe plamy skóry przypominające wyprysk, przede wszystkim w miejscu kontaktu z niklem (np. okolice ucha po kontakcie z kolczykiem zawierającym nikiel, okolice szyi po kontakcie z naszyjnikiem zawierającym nikiel itd.). Wysypka występuje zazwyczaj po 12-120 godzinach od chwili kontaktu skóry z niklem, ale może utrzymywać się przez 3-4 tygodni lub przez cały czas narażenia na alergen.
Do wystąpienia omawianej alergii dochodzi w wyniku wystąpienia równocześnie trzech warunków: 
1. bezpośredni kontakt skóry z przedmiotem uwalniającym nikiel
2. wydłużony kontakt skóry z przedmiotem uwalniającym nikiel
3. wystarczająca ilości uwolnionego i wchłoniętego niklu do wywołania reakcji[6].

Patofizjologia jest podzielona na fazy. Indukcja jest fazą krytyczną (zdarzenie immunologiczne), gdy kontakt skóry z niklem powoduje prezentację antygenu na komórkach T, wywołujących powielanie (klonowanie) komórek T. Kation metalu Ni2+ jest haptenem o małej masie cząsteczkowej mogącym z łatwością penetrować stratum corneum (górną warstwę skóry). Następnie nikiel wiąże się z białkowym nośnikiem tworząc odpowiedni antygen (epitope). Czynnikiem decydującym o uczuleniu jest narażenie na znaczne ilości "wolnego niklu". Jest to istotne, ponieważ różne stopy metali uwalniają różne ilości „wolnego niklu”. Antygen jest zbierany w skórnych komórkach dendrycznych i komórkach Langerhansa, które wraz z dojrzewaniem migrują do lokalnych węzłów chłonnych. Kompleks jest głównie wyrażany w głównym kompleksie zgodności tkankowej (MHC) II, który aktywuje i klonalnie rozwija komórki T CD4 +. Po ponownym narażeniu komórki T będą aktywowane i masowo transportowane do skóry, co doprowadzi do fazy wywołania i klinicznej prezentacji kontaktowego zapalenia skóry.
Chociaż kontaktowe zapalenie skóry uważano za proces dominujący nad Th1, ostatnie badania wskazują na bardziej złożony obraz. W alergii na nikiel zaangażowane są inne komórki, w tym: Th17, Th22, Th1 / IFN i wrodzone odpowiedzi odpornościowe, które odpowiadają działaniu receptora TLR4.

## Objawy
Jesef Jadassohn opisał w roku 1895 pierwszy przypadek kontaktowego zapalenia skóry (contact dermatits) wywoływanego przez metal zawarty w kremie leczniczym zawierającym rtęć, a także potwierdził przyczynę za pomocą testów płatkowych. Układowe kontaktowe zapalenie skóry (ang. systemic contact dermatitis – SCD) definiuje się jako zapalenie skóry występujące u pacjenta uwrażliwionego i narażonego na hapteny systematycznie poprzez kontakt doustny, per rectum, śródskórny, przezskórny, dootrzewnowy, dożylny lub przez inhalację.
Patofizjologia systemowej alergii na nikiel (ang. systemic nickel allergy syndrome – SNAS) jest niezwykle złożona i nie do końca zrozumiała. Przebieg kliniczny zależy od immunologicznego oddziaływania między dwoma typami komórek T (odpowiedzi Th1 i Th2). SCD jest często uważany za podzbiór SNAS, ale tylko z objawami skórnymi. SNAS prezentuje szereg objawów, począwszy od oddechowych, przez uogólnioną wysypkę skórną do objawów ze strony układu pokarmowego. Badania SNAS wykazały, że 1% pacjentów uczulonych na nikiel zareagowało na zawartość niklu w „normalnej” diecie, a wraz ze zwiększającymi się dawkami niklu więcej osób wykazywało SNAS jako wielowarstwową odpowiedź immunologiczną wykazującą zmienność dla indywidualnych osób i dawek niklu.

## Historia
W XVI wieku, górników wydobywających miedź w niemieckiej Saksonii zaczęła intrygować nowa, nieznana wcześniej, ciemnoczerwona ruda. Górnicy byli przekonani, że zawiera ona miedź (niem. kupfer), jednak próby jej wydobycia z minerału nie udawały się. Doprowadziło to do przekonania, że jest to ruda chroniona przez gobliny – co spowodowało nazwanie odkrytego właśnie pierwiastka „goblinia miedź” (niem. kupfernickel). W następnym stuleciu nikiel zaczął być masowo wykorzystywany w biżuterii na całym świecie z uwagi na jego niską cenę, odporności na korozję i dużą dostępność.
W roku 1979 obszerne badania zdrowia ochotników ze Stanów Zjednoczonych wykazały, że 9% z nich nieświadomie jest uczulonych na nikiel. Do roku 2008 liczba ta uległa potrojeniu. Co ważniejsze, wzrasta zachorowalność na alergię niklową wśród dzieci, wśród których szacuje się 250 000 przypadków uczulenia na nikiel.
Publikowana literatura pokazuje wykładniczy wzrost w odnotowywaniu przypadków alergii na nikiel. Północnoamerykańska Contact Dermatits Group (NACDG) wykonała testy 5085 dorosłych, wykazujących objawy podobne do kontaktowego zapalenia skóry. 19,5% badanych wykazało pozytywny wynik w badaniach alergii na nikiel. Przypadłość jest dodatkowo częstsza u kobiet (17,1%) niż u mężczyzn (3%), co jest prawdopodobnie spowodowane uwarunkowaniami kulturowymi. Kobiet częściej noszą naszyjniki, kolczyki, biżuterię, narażając się na kontakt z alergenem.

## Źródła alergii
Nikiel jest tanim i szeroko dostępnym metalem zapobiegającym rdzewieniu stali. Obecnie może występować w najróżniejszych przedmiotach takich jak: biżuteria, suwaki, guziki, sprzączki pasków, oprawy okularów, monety, telefony komórkowe, tablety, implanty chirurgiczne, narzędzia, samochody, sztućce, a nawet niektóre potrawy.

### Jedzenie
Nikiel obecny jest w różnych stężeniach w wielu potrawach. Narażenie na alergen przez dietę może skutkować zapoczątkowaniem (systemowej) alergii kontaktowej na nikiel. Dorośli powinni spożywać mniej niż 150 μg niklu dziennie, oraz unikać potraw takich jak: czekolada, granola, mąka owsiana i fasola. Przeciętna spożywana dzienna dawka niklu szacowana jest na 200 μg. W kilku badaniach wykazano, że osoby wrażliwe na nikiel, wykazują objawy zapalenia kontaktowego dopiero po otrzymaniu doustnie jednorazowej dawki 5000 μg (w postaci NiSO4). Podczas gdy wystawienie się na tak dużą dawkę niklu w normalnej diecie jest niemal niemożliwe, naukowcy sugerują, że ograniczanie spożywanego niklu pomaga w walce z objawami uczulenia na nikiel wywołanej innymi przyczynami.

### Miejsce pracy
W miejscu pracy osoby fizyczne mogą być narażone na kontakt ze znacznymi ilościami niklu poprzez pracę z narzędziami niklowanymi (fryzjerki, kasjerki, kosmetyczki, pracownicy służby zdrowia, muzycy etc.) lub znajdującego się w powietrzu w wyniku spalania paliw kopalnych. Historycznie, miejsca pracy, w których kontakt z roztworami niklu był długi, wykazywały wysokie ryzyko alergicznego kontaktowego zapalenia skóry. Na przykład niklowe zapalenie skóry było powszechne w przeszłości wśród osób zajmujących się wydobyciem i przetopem niklu. W ciągu ostatnich kilkudziesięciu lat, dzięki ulepszonej praktyce higieny przemysłowej i osobistej, doniesienia o wrażliwości na nikiel w miejscach pracy, takie jak przemysł galwaniczny, były rzadkie. W miejscu pracy ograniczenie narażenia obejmuje sprzęt ochrony osobistej i inne środki zarządzania ryzykiem.

## Efekty
Alergia niklowa powoduje reakcję skóry (wysypka), gdy skóra jest w bezpośrednim i długotrwałym kontakcie z jakimkolwiek przedmiotem, który uwalnia dużą ilość wolnego niklu z jego powierzchni. Reakcja skóry może wystąpić w miejscu kontaktu lub sporadycznie pojawiać się w innych częściach ciała. Narażenie skóry może powodować:  plamy rumieniowate, świąd, pęcherze i plwociny. Połknięcie niklu może powodować reakcję systemową, która wpływa na większą powierzchnię skóry. Przykładami reakcji systemowych mogą być zapalenie skóry dłoni, zespół pawiana lub uogólnione reakcje egzematyczne.

## Profilaktyka
Nikiel ma szerokie zastosowanie w wytwarzaniu metali ponieważ nadaje im zarówno wytrzymałość, jak i plastyczność, srebrny kolor. Prowadzi to do jego obecności w przedmiotach codziennego użytku i możliwości kontaktu z konsumentami każdego dnia. Dla wszystkich dotkniętych przypadłościami tej alergii może być bardzo trudne jego unikanie. Żywność, przybory kuchenne, telefony komórkowe, biżuteria i wiele innych elementów może zawierać nikiel i być źródłem podrażnienia z powodu reakcji alergicznej spowodowanej absorpcją uwalniającego się niklu przez bezpośredni i przedłużony kontakt. Dla osób uczulonych na nikiel zaleca się jego unikanie.
W 2011 r. naukowcy wykazali, że stosowanie cienkiej warstwy gliceryny zawierającej nanocząsteczki węglanu wapnia lub fosforanu wapnia na wyizolowanej części skóry wieprzowej (in vitro) oraz na skórze myszy (in vivo) zapobiega przenikaniu jonów niklu do skóry. Nanocząsteczki wychwytują jony niklowe przez wymianę kationową i pozostają na powierzchni skóry, umożliwiając ich usunięcie przez proste mycie wodą. Aby osiągnąć tę samą skuteczność co czynnik chelatujący kwas etylenodiaminotetraoctowy (EDTA), potrzebna jest około 11 razy mniej nanocząstek w masie. Stosowanie nanocząstek o średnicy mniejszej niż 500 nm w kremach do stosowania miejscowego może być skutecznym sposobem na ograniczenie narażenia na jony metali, które mogą powodować podrażnienie skóry. Niestety stosowanie kremów z dodatkiem EDTA okazało się nieskuteczne z powodu jego zbyt niskiej masy cząsteczkowej i podatności, jako transportera niklu do wnętrza skóry. W 2013 roku opracowano w Instytucie Biochemii i Biofizyki Polskiej Akademii Nauk rozwiązanie, które eliminuje ten problem. Wprowadzono do kremów barierowych wielkocząsteczkowe substancje polimeryczne, które blokują nikiel przed przedostaniem się do wnętrza skóry, tym samym przeciwdziałając występowaniu objawów nadwrażliwości na nikiel.
Strategie prewencyjnego unikania alergenu mogą w końcu obniżyć wskaźniki uczulenia u dzieci, które cierpią na kontaktowe zapalenie skóry. W przeglądzie ekspertów z zakresu immunologii klinicznej przeprowadzonego przez Taylor i Francis Online przypuszcza się, że zapobieganie narażeniu na działanie niklu wystarczająco wcześnie może zmniejszyć liczbę osób, które są wrażliwe na alergen o jedną czwartą do jednej trzeciej. Identyfikacja wielu źródeł niklu jest niezbędna do zrozumienia historii uwrażliwienia na nikiel. Jedzenie takie jak czekolada i ryby, przedmioty jak zamki błyskawiczne, przyciski, telefony komórkowe, a nawet aparaty ortodontyczne i oprawki okularów mogą zawierać nikiel. Elementy mające wartość sentymentalną (np. obrączki) można w celu zabezpieczenia lakierować lub pokrywać rodem.
Osoby wrażliwe na działanie niklu mogą sprawdzać skład produktów na ich etykietach lub kontaktować się z producentem lub sprzedawcą detalicznym w sprawie możliwej zawartości niklu. Akademia Dermatitis stworzyła witrynę edukacyjną, która dostarcza więcej informacji na temat niklu, w tym informacji na temat zapobiegania, narażenia, źródeł i ogólnych informacji na temat alergii na nikiel.

## Diagnoza
Alergia na nikiel może zostać potwierdzona przez odpowiednio wyszkolonego lekarza prowadzącego opiekę zdrowotną w oparciu o historię choroby, badanie fizyczne oraz bezbolesny, specjalistyczny test płatkowy. Znaczna liczba osób może diagnozować się samodzielnie, bez kontaktu z personelem medycznym, co może prowadzić do ogromnego niedoszacowania problemu przez naukowców.
Potwierdzenie diagnozy alergii na nikiel wiąże się z podrażnianiem skóry substancjami chemicznymi w celu wykazania wysypki, (reakcja nadwrażliwości typu opóźnionego). Ujawnienie wysypki dowodzi, że pacjent jest narażony na działanie niklu i stwierdza, czy reakcja skórna nie pochodzi od innych czynników. Test płatkowy odgrywa istotną rolę w diagnozowaniu atopowego zapalenia skóry.
Test płatkowy wywołuje opóźnioną, reakcję nadwrażliwości typu IV, która jest reakcją immunologiczną zależną od komórek i niezależną od przeciwciał odpowiedzią immunologiczną. Badanie płatkowe jest standardowym narzędziem diagnostycznym dla uczulenia na nikiel. W tym sensie dodatni wynik testu płatkowego niklu potwierdza, że pacjent był wcześniej narażony, a zatem jest uczulony na nikiel. Niekoniecznie wskazuje, że reakcja na płatek jest przyczyną obecnej choroby klinicznej. Wynik negatywny wykazuje, że pacjent nie przekroczył "progu" odpowiedzi skórnej, zarówno w stopniu minimalnym, jak i nieznacznym. Podsumowując, badanie kliniczne i test płatkowy pomagają określić, czy nikiel może być przyczyną obecnego zapalenia skóry.

## Leczenie
Kiedy alergia niklowa zostanie zdiagnozowana, najlepszą terapią zapobiegającą jej objawom jest unikanie przedmiotów uwalniających nikiel. Ważne jest aby znać główne źródła "wolnego niklu" w swoim otoczeniu. Najczęściej spotykane kategorie przedmiotów zawierające nikiel to: akcesoria kosmetyczne (w tym kosmetyki kolorowe), okulary, monety, papierosy, ubrania z elementami metalowymi, elektronika kuchenna i domowa, artykuły biurowe, przybory metalowe, wybrane pokarmy, biżuteria, baterie, sprzęt dentystyczny i ortodontyczny, sprzęt medyczny. Są jednak inne metody ochrony skóry przed uwalnianymi jonami niklu niż kompletne unikanie przedmiotów go zawierających. Pierwszy z nich to minimalizowanie tarcia pomiędzy skórą a metalicznym przedmiotem. Osoby podatne na pocenie powinny starać się unikać kontaktu potu ze źródłami niklu, przyspiesza on jego wydzielanie. Kolejnym sposobem może być zabezpieczanie urządzeń elektrycznych i metalowych plastikowymi lub akrylowymi osłonami.  Testy dermatologiczne wykazały, że kremy barierowe skutecznie zapobiegają objawom nadwrażliwości na nikiel.
Istnieją zestawy testowe, które mogą być bardzo pomocne przy zakupie przedmiotów, sprawdzające czy nie uwalnia się z nich nikiel.  Dostawcy przedmiotów mogą dostarczać listę "bezpiecznych przedmiotów" które nie zawierają niklu. Dodatkowo lekarze mogą przepisywać kremy lub leki w celu złagodzenia reakcji skórnych.

## Regulacje
Ponieważ nikiel może być szkodliwy dla skóry, jego stosowanie w codziennych produktach musi być regulowane. W Europie od 2004 r. obowiązuje dyrektywa w sprawie bezpieczeństwa zawiązanego z niklem. W 1980 r. Dania, a wkrótce po niej cała Unia Europejska (UE) wprowadziła regulację ograniczające ilość uwalnianego wolnego niklu w produktach konsumenckich, które długotrwale stykają się ze skórą (do tej pory nie zdefiniowano jednak co uważa się za długotrwały kontakt ze skórą). Doprowadziło to do znacznego obniżenia wskaźników uczulalności wśród duńskich dzieci w wieku od 0 do 18 lat z 24,8% do 9,2% w latach 1985-1998, oraz podobne obniżenie wrażliwości w całej UE.
W Stanach Zjednoczonych taka dyrektywa nie istnieje, ale trwają prace nad nakazem bezpiecznego stosowania niklu. W sierpniu 2015 r. Amerykańska Akademia Dermatologii (AAD) przyjęła dokument o bezpieczeństwie niklu.  Dokładna częstość występowania omawianej alergii w populacji ogólnej w Stanach Zjednoczonych jest w dużej mierze nieznana. Aktualne szacunki wskazują, że około 2,5 miliona dorosłych i 250 000 dzieci w USA cierpi na alergię na nikiel, a leczenie jej objawów kosztuje około 5,7 miliardów dolarów rocznie.  Uniwersytet Loma Linda, Nickel Allergy Alliance i Akademia Dermatitis stworzyły pierwszy otwarty rejestr zgłoszeniowy pacjenta w celu zarejestrowania danych dotyczących częstości występowania alergii na nikiel w Stanach Zjednoczonych.